# Filipe IV de França
Filipe IV de França e I de Navarra (Fontainebleau, 1268 – Fontainebleau, 29 de novembro de 1314), também chamado de Filipe, o Belo, foi o Rei da França como Filipe IV de 1285 até sua morte e também Rei de Navarra como Filipe I de 1284 a 1305 em virtude de seu casamento com Joana I.
Filipe IV foi um rei polémico, estando na origem da tentativa de deposição do papa Bonifácio VIII e da transferência do papado para a cidade de Avinhão, e criando as condições para, algumas décadas depois da sua morte, a eclosão da Guerra dos Cem Anos. No seu reinado suprimiu a Ordem dos Cavaleiros Templários a 13 de outubro de 1307, facto que provavelmente esteve na origem da superstição de as sextas-feiras dia 13 serem dias aziagos.
Há quem pense que o cognome o Belo deve-se a uma sua extraordinária beleza, segundo relatos contemporâneos. Também apelidado pelos seus inimigos e admiradores de o rei de Mármore ou o rei de Ferro, foi notável pela sua personalidade rígida e severa. Um dos seus mais ferozes oponentes, o bispo Bernardo Saisset de Pamiers, disse sobre o rei: «Não é um homem nem uma besta. É uma estátua».

## Subida ao trono
Segundo filho de Filipe III de França com Isabel de Aragão, Filipe o Belo nasceu no castelo de Fontainebleau no ano de 1268. Quando o seu irmão mais velho morreu aos 12 anos de idade em 1276, tornou-se novo herdeiro do trono. Teve como preceptor Guilherme d'Ercuis, o capelão do seu pai.
Em 1284-1285 participou da cruzada aragonesa, a fracassada campanha francesa na Catalunha para depor o rei Pedro III de Aragão e colocar no seu lugar Carlos de Valois, o seu irmão mais novo. Com a derrota militar e a epidemia de disenteria que marcaram o fim desta campanha e atingiram o rei Filipe III, assumiu a liderança da hoste.
Tentou negociar a passagem da família real através dos Pirenéus mas recebeu uma recusa do rei aragonês, e depois sofreu uma pesada derrota na batalha travada a 30 de setembro e 1 de outubro, na qual Pedro massacrou o exército francês mas poupou a família real. Com a morte do rei de França em Perpinhão a 5 de outubro, por disenteria, Filipe subiu ao trono e abandonou a campanha. Foi coroado a 6 de janeiro de 1286 na catedral de Remos.

## Consolidação do poder real

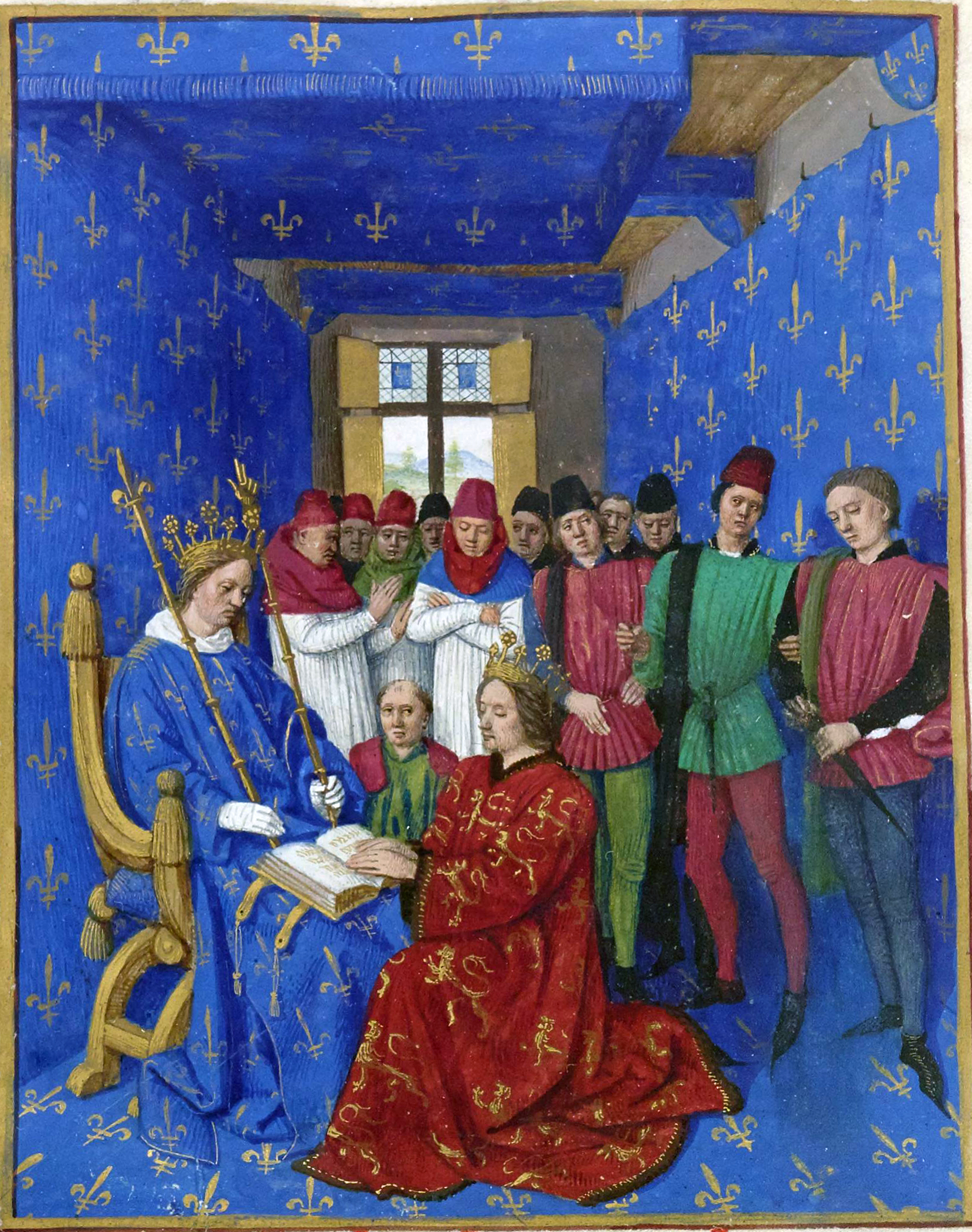
Juramento de vassalagem de a Filipe IV após a sua coroação, pelos territórios ingleses em França, a 5 de junho de 1286 Grandes Chroniques de France, iluminura Jean Fouquet, Tours, c.1455-1460)

Determinado a fortalecer a monarquia, Filipe confiou, mais do que qualquer dos seus predecessores, na burocracia profissional de legalistas. Auxiliado por ministros como Pierre Flote, Guilherme de Nogaret e Enguerrando de Marigny, favoreceu o desenvolvimento das instituições administrativas e judiciárias.
Homem solene e silencioso, ao seu povo parecia distante do governo e, tendo encarregado os seus ministros de políticas específicas, especialmente as impopulares, foi chamado de "coruja inútil" pelos seus contemporâneos. Na verdade o seu reinado marcou a transição da França, de uma monarquia carismática, passível de perder muito do seu poder sob um rei incapaz, para um reino burocrático, na direcção da modernidade.
Um ano antes de subir ao trono, a 14 de agosto de 1284, o Belo casara-se, aos 16 anos de idade, com Joana I de Navarra, filha de Henrique I de Navarra e Branca de Artois. O casamento conferiu-lhe os títulos de rei de Navarra e conde de Champagne, como Filipe I, até à morte da sua esposa a 4 de abril de 1305.
O principal benefício administrativo desta união era que a herança de Joana em Champagne e Brie, adjacente aos domínios reais na Île-de-France, foi efetivamente unida às terras do rei, formando uma ampla área. Durante os reinados de Joana e dos seus três filhos (1284–1328), estas terras pertenciam à pessoa do rei.
Mas em 1328 já se encontravam tão ligadas aos domínios reais que o Filipe VI de França (da casa de Valois, não um herdeiro de Joana) fez uma troca de terras com a herdeira dessa época, Joana II de Navarra. Estes territórios permaneceram com a coroa francesa, tendo Joana II recebido terras no oeste da Normandia em compensação.
O reino de Navarra nos Pirenéus não tinha a mesma importância para os interesses da época dos monarcas franceses. Permaneceu em união pessoal de 1284 a 1328, tendo depois revertido para Joana II de Navarra e para a casa de Évreux. Outras adições de Filipe aos domínios reais foi Lião em 1312 e a compra da região de Quercy (aproximadamente o actual departamento de Lot) à Inglaterra por três mil libras.

## Política externa

### Relações com os mongóis

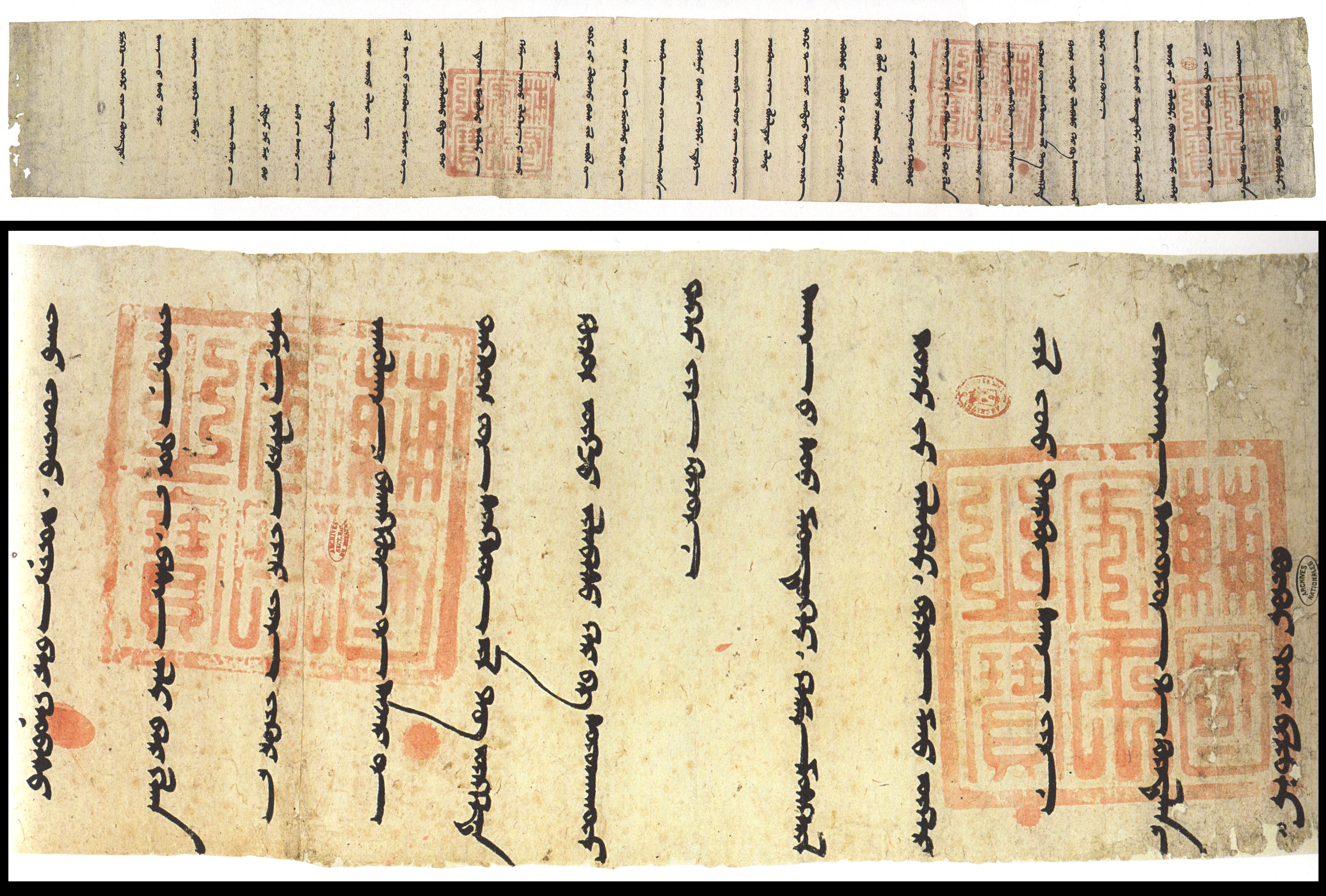
Carta de Arghun Khan a Filipe IV de França1289, Arquivos Nacionais Franceses

No seguimento da política externa de São Luís, Filipe teve vários contactos com o Ilcanato mongol no Médio Oriente, que pretendia obter a cooperação de reinos cristãos para a luta contra os muçulmanos. Recebeu a embaixada do monge sino-mongol Rabban Bar Sauma, e um elefante como presente. Filipe terá respondido com uma positiva à solicitação.
O rei francês também ofereceu presentes à embaixada e enviou um dos seus nobres, Gobert de Helleville, para os acompanhar até aos domínios mongóis. Este partiu a 2 de fevereiro de 1288, juntou-se a Bar Sauma em Roma e seguiram para a Pérsia. De Bagdade, Arghun Khan voltou a escrever em 1289, em reposta a uma carta de Filipe de 1288, reafirmando a cooperação militar, exortando-o a conquistar o Egito, em troca do qual o mongol oferecer-lhe-ia Jerusalém.
Ao contrário do seu avô Luís IX de França, Filipe IV não deu continuidade a estes planos sob a forma de uma cruzada. No entanto, organizou uma colaboração militar com os mongóis através dos Cavaleiros Templários contra os mamelucos. O plano era coordenar as ações entre as ordens militares cristãs, o rei e a aristocracia de Chipre e do Reino Arménio da Cilícia, e os mongóis do Ilcanato.
| “ | Se de facto os mongóis, apesar de não serem cristãos, vão lutar contra os árabes pela captura de Jerusalém, é especialmente adequado que nós lutemos [ao lado destes], e se Deus quiser, avançar com toda a força. | ” |
|   | — Filipe IV de França, Os Monges de Kublai Khan, Imperador da China. |   |

De 1298 a 1302, o grão-mestre Jacques de Molay esteve no Oriente Próximo a combater os mamelucos e a aguardar a ligação com as forças mongóis, o que não chegou a acontecer. Em Setembro de 1302 os Templários foram expulsos da sua fortaleza em Arwad e quando Gazã, o ilcã mongol da Pérsia, morreu em 1304, acabaram os planos de uma rápida reconquista da Terra Santa.
Em abril de 1305, o novo governante mongol Oljeitu enviou cartas para Filipe, o papa, e para Eduardo I da Inglaterra. Mais uma vez ofereceu uma aliança militar e as nações europeias prepararam uma cruzada, mas houve atrasos na preparação e esta acabou por nunca se realizar. Entretanto o filho de Oljeitu assinou um tratado em Alepo com os mamelucos em 1322.

### Guerra com a Inglaterra
O início de hostilidades com a Inglaterra em 1294 era o resultado inevitável das monarquias competitivas e expansionistas, despoletado por um secreto pacto franco-escocês de ajuda mútua contra Eduardo I.
Foram realizadas campanhas inconclusivas pelo controlo da Gasconha em 1294–1298 e em 1300–1303. Filipe ocupou a Flandres em 1300 e conquistou a Guienne, mas foi obrigado a devolver este último território aos ingleses e a dar a sua irmã Margarida de França em casamento ao monarca inglês em 1299.
Há décadas que não ocorria um importante conflito na Europa, e entretanto a natureza da guerra tinha mudado: tornara-se mais profissional, tecnologicamente mais avançada e muito mais dispendiosa. A procura de rendimentos para pagar as despesas militares marcou o reinado de Filipe e a reputação que criou para os seus contemporâneos.
Segundo os termos do Tratado de Paris de 1303, foi acordado o casamento de Isabel, filha de Filipe, com Eduardo, príncipe de Gales e herdeiro de Eduardo I. A união ocorreu em Bolonha a 25 de janeiro de 1308, e pretendia selar uma paz. Em algumas décadas levaria a uma posterior pretensão inglesa ao trono francês e à Guerra dos Cem Anos.

### Invasão da Flandres
Em 11 de julho de 1302, a França sofreu uma derrota de um exército de 2,5 mil nobres (cavaleiros e escudeiros) e 4 mil soldados de infantaria, enviado para suprimir uma revolta na Flandres, na batalha das esporas douradas, perto de Kortrijk.
O Rei de Ferro reagiu energicamente e liderou pessoalmente uma vitoriosa campanha com a batalha de Mons-en-Pévèle, na actual região de Nord-Pas-de-Calais, dois anos depois. Em 1305, obrigou os flamengos a aceitar um desvantajoso tratado de paz que obrigou a fortes reparações e penalidades humilhantes, e adicionou as ricas cidades de Lille e Douai, grandes produtoras de tecidos, ao território real.
Béthune, a primeira cidade a render-se, foi concedida a Matilde, condessa de Artois. Para garantir a sua fidelidade, as suas duas filhas, Joana e Branca, casaram-se com Filipe e Carlos, respectivamente, filhos de Filipe IV.

## Política religiosa

### Conflito com o papado

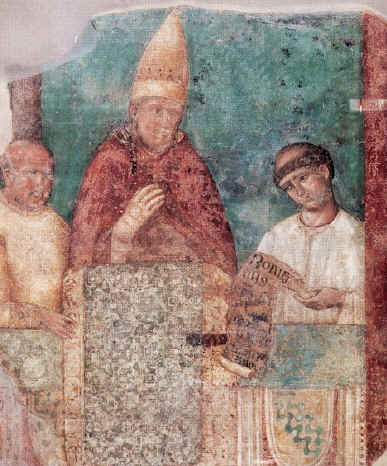
Papa Bonifácio VIII, afresco de Giotto di Bondone na Basílica de São João em Laterano

Para financiar estas guerras, Filipe IV viu-se obrigado a recorrer a várias desvalorizações da moeda entre 1290 e 1309. Como medida de curto prazo, perseguiu os judeus de modo a tomar os seus bens, prendendo e chegando a expulsá-los dos territórios franceses em 1306.
Também confiscou os bens dos banqueiros lombardos em 1292 e de abades mais abastados. Para a história ficou a condenação destas acções e dos seus gastos excessivos pelos seus inimigos na Igreja Católica, uma vez que os cronistas deste tempo eram na maioria monges.
Quando lançou alguns impostos sobre o clero, de cerca de metade do seu rendimento anual, iniciou um conflito com o papado. A 24 de fevereiro de 1296, o papa Bonifácio VIII emitiu a epístola decretal Clericis laicos, proibindo a transferência de qualquer propriedade da Igreja para a coroa francesa sem o acordo prévio de Roma, e a incitar uma aberta batalha diplomática contra o rei.
Envolvido em outros problemas com os aragoneses da Sicília e a família Colonna, o papa acabou por ceder, compondo as bulas Romana mater (fevereiro de 1297) e Etsi de statu (julho de 1297). Esta última continha uma renúncia formal à defesa dos bens eclesiásticos contra o arbítrio real da decretal Clericis laicos. No mesmo ano canonizou o rei Luís IX de França sob o nome de "São Luís da França", um processo impulsionado por Filipe IV.
Mas em 1300, pela bula Unam Sanctam, Bonifácio declarou a superioridade do poder espiritual sobre o poder temporal, e por consequência, a superioridade do papa sobre os reis, que responderiam perante o líder da Igreja. Era de facto uma tentativa de instauração de uma teocracia na Europa ocidental.

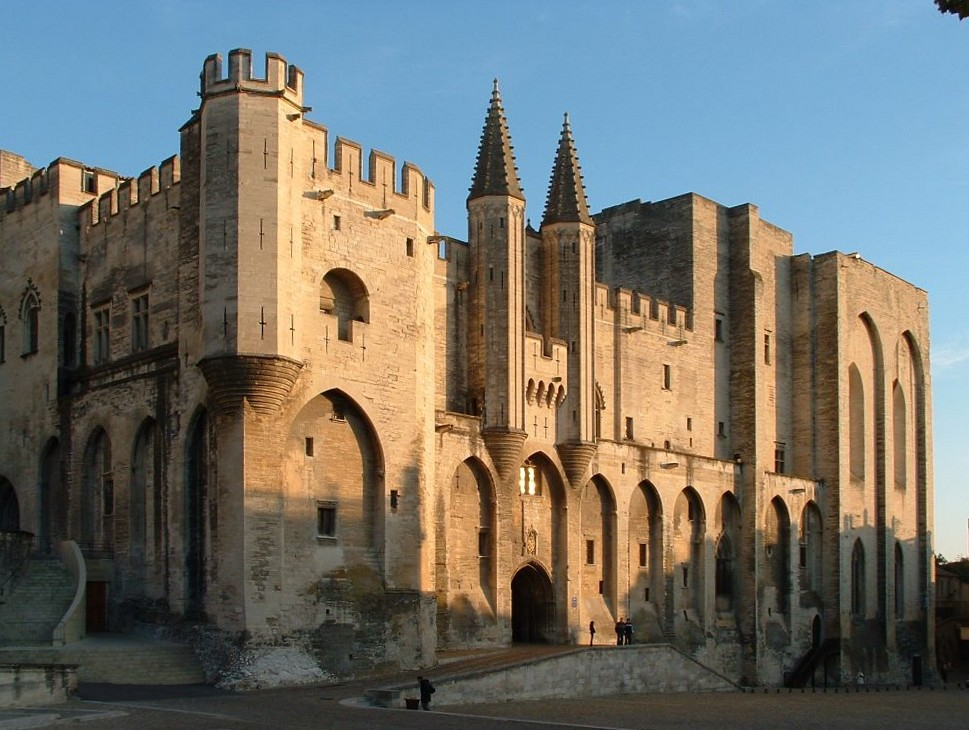
Palácio dos Papas em Avinhão

Filipe respondeu proibindo a exportação de dinheiro francês para os Estados Pontifícios e convocou uma assembleia de bispos, nobres e grandes burgueses de Paris. Esta seria a precursora dos Estados Gerais que também surgiriam pela primeira vez no seu reinado, mais uma medida profissional e organizativa que os seus ministros introduziram no governo.
O rei saiu vitorioso do encontro, adotando uma política de independência em relação à Santa Sé e opondo-se ao papa. Procurou então o apoio de todos os seus súbditos a fim de legitimar a sua luta. Bonifácio VIII ameaçou-o de excomunhão e de interdição (o equivalente à excomunhão, aplicada a um território) sobre o reino da França.
Legalistas franceses falsificaram a bula para a tornar injuriosa ao poder civil e à França. Com um forte apoio no seu reino, em 1303 o Belo enviou o seu conselheiro Guilherme de Nogaret com uma pequena escolta armada para Roma, com o objetivo de prender o papa e de o levar a julgamento perante um concílio.
Este episódio, conhecido como o atentado de Anagni tornar-se-ia em um dos grandes escândalos do reinado de Filipe IV. A sua narrativa popular teve uma grande importância na reputação de poder e implacabilidade do "Rei de Ferro", apesar de não ter estado diretamente envolvido no incidente.
| “ | A Nogaret juntou-se um inimigo pessoal de Bonifácio, Sciarra Colonna, membro da nobreza romana, que lhe indicou que o papa se refugiara em Anagni. Encontraram-no só, um homem de 68 anos de idade, na grande sala do palácio episcopal, abandonado pelos seus partidários. Sentado numa alta cadeira, com hábitos de cerimónia, não reagiu à irrupção dos homens armados. À aproximação do francês e do italiano, inclinou ligeiramente a cabeça e declarou: 'Eis a minha cabeça, eis a minha tiara: morrerei, é certo, mas morrerei papa'. Guilherme de Nogaret recuou, impressionado, enquanto Sciarra Colonna, no seu ódio por Bonifácio VIII, avançou e lhe deu uma bofetada, com a mão coberta pela luva de ferro da armadura. Sob a violência do golpe, o papa caiu do trono para o chão. Pouco depois, a população de Anagni, envergonhada de ter abandonado o papa, acorreu ao palácio e perseguiu o destacamento francês, mas tarde demais: a violência a que fora sujeito perturbara a sanidade mental de Bonifácio. Morreu no mês seguinte, sem reconhecer os seus conhecidos e a recusar a extrema unção. | ” |
|   | — Narração do atentado de Anagni segundo a tradição popular. |   |

Em 1305, depois da morte, sob suspeitas de envenenamento, do sucessor do papa Bento XI, o novo papa Clemente V revelar-se-ia mais cooperante. De origem francesa, permitiu o estabelecimento pelo rei francês do papado de Avinhão, em um enclave no sul da França, e seria uma ajuda preciosa na supressão da Ordem dos Templários.

### Supressão da Ordem dos Templários

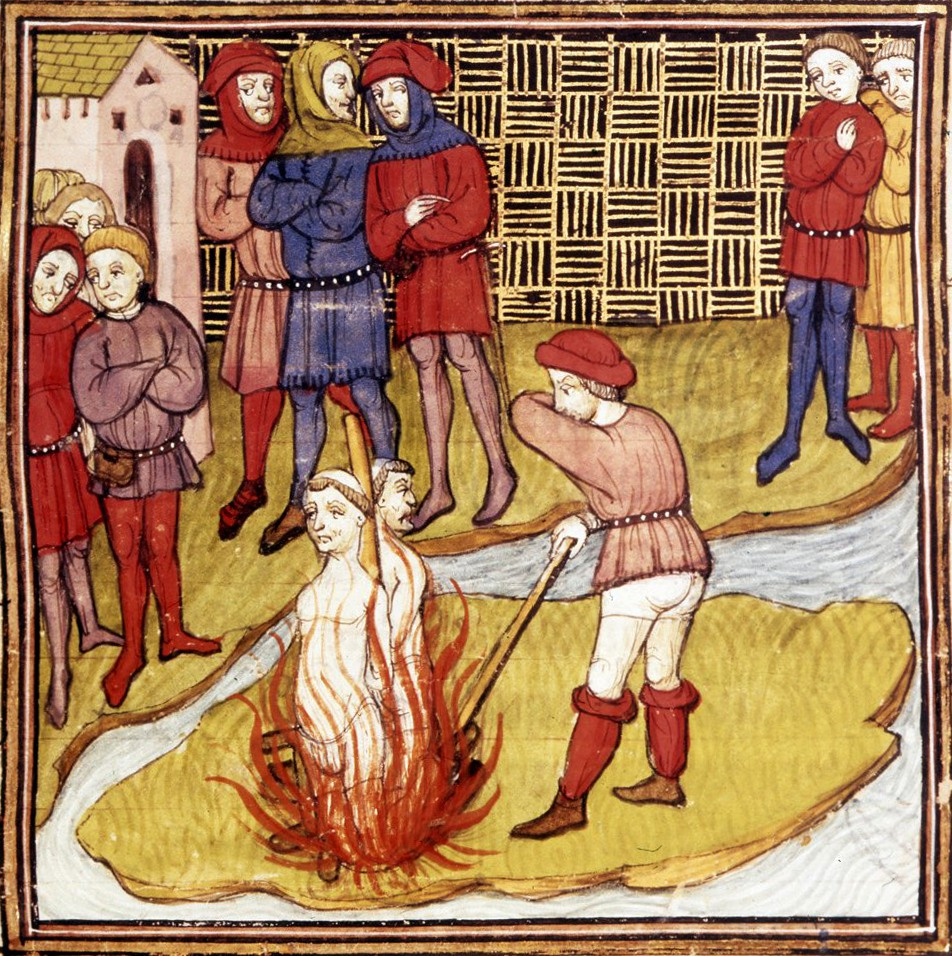
Templários queimados por acusação de heresia contra a Igreja Católica, Crónica de França ou de Saint Denis, século XIV XIV-XV, na Biblioteca Britânica

Fundada em 1118 com o objectivo de proteger os peregrinos que se dirigiam a Jerusalém, ao longo de dois séculos a Ordem dos Templários acumulara grandes riquezas. O seu poder era tal que tinham apenas o dever de responder perante o papa.
Com graves problemas de caixa e tendo de recorrer a empréstimos junto aos templários para custear os negócios do seu reino, Filipe IV usou a sua influência sobre Clemente V sob a sua dependência, para acabar com a ordem e confiscar todos os seus bens. Para isso pôs em andamento uma estratégia de descrédito, acusando-os de heresia, imoralidade, sodomia e diversos outros crimes.
Na sexta-feira, dia 13 de outubro de 1307, centenas de cavaleiros templários por toda a França foram presos simultaneamente por agentes de Filipe o Belo e sujeitos a tortura para confessarem a heresia da própria ordem religiosa, facto que provavelmente esteve na origem da superstição de as sextas-feiras dia 13 serem dias aziagos.
Em 1312, o papa francês extinguiu a ordem por uma bula, retirando a sua proteção e o seu estatuto eclesiástico. Filipe tomou as consideráveis riquezas dos templários e acabou com o seu sistema bancário monástico.
Os líderes templários foram supliciados. Em 1314, o último grão-mestre, Jacques de Molay, foi queimado na fogueira em Paris. De acordo com a lenda, de dentro das chamas este amaldiçoou o rei Filipe IV e sua descendência, o papa Clemente V e o ministro Guilherme de Nogaret, afirmando estes seriam convocados perante o tribunal de Deus no prazo de um ano. De facto, todos os três morreram dentro desse prazo.

## Posteridade

### Morte e legado
Filipe o Belo morreu a 29 de novembro de 1314 devido a um derrame cerebral, vindo a falecer dias depois de um segundo ataque, no castelo de Fontainebleau. Segundo os documentos e os relatórios de embaixadores, chega-se à conclusão de que tenha sucumbido a uma apoplexia cerebral em zona não motora, que se manifestou pela primeira vez enquanto caçava um cervo com sua tropa, dias antes da recaída mortal.
O seu coração foi transportado para o Mosteiro de Poissy, assim como a cruz dos Templários, e lá permaneceu até à noite de 21 de julho de 1695, quando um raio caiu sobre a igreja do mosteiro e incendiou-a quase completamente, destruindo a cruz e o coração do rei. A sua sepultura na Basílica de Saint-Denis, como muitas outras, foi profanada em 1793, durante a Revolução Francesa.
O seu reinado assinalou o declínio do poder papal, depois de um período de autoridade absoluta sobre as nações europeias. O palácio do rei, na Île de la Cité, é atualmente representado pelas secções remanescentes da Conciergerie.
O final do seu reinado foi marcado também pelo caso da Torre de Nesle, quando as suas três noras foram envolvidas em um escândalo de adultério e crime de lesa-majestade que marcaria a história da França, com graves consequências na linha sucessória do trono francês. As repercussões deste caso condicionariam os reinados dos seus três filhos, no desejo de darem continuidade à dinastia capetiana.
Nas décadas seguintes seria sucedido pelos seus três filhos varões sobreviventes, um após o outro. A morte do último, Carlos IV, trouxe a coroa para Filipe VI da casa do seu irmão Carlos de Valois. Esta sucessão foi contestada por Eduardo III da Inglaterra, filho da sua filha Isabel, o que originou a Guerra dos Cem Anos entre as duas nações.

### Descendência

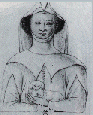
Joana I de Navarra

Do seu casamento em 14 de agosto de 1284 com Joana I de Navarra, filha de Henrique I de Navarra e Branca de Artois, nasceram:
- Luís X de França (Luís I de Navarra), o Teimoso, o Cabeçudo ou o Turbulento (4 de outubro de 1289 – 5 de junho de 1316), sucessor dos pais nos tronos de França e Navarra e no condado de Champagne;
- Margarida (c.1290–1294), noiva de Sancho IV de Leão e Castela em novembro de 1294;
- Isabel de França, a Loba de França (1292–21 de novembro de 1358), casada em 1308 com Eduardo II da Inglaterra;
- Filipe V de França (Filipe II de Navarra), o Longo, o Comprido ou o Caolho (17 de novembro de 1293–3 de janeiro de 1322), conde de Poitou, conde palatino da Borgonha por casamento com Joana II, Condessa da Borgonha, e sucessor do irmão Luís nos tronos de França e Navarra, e no condado de Champagne;
- Branca (c.1293–c.1294);
- Carlos IV de França (Carlos I de Navarra), o Belo (18 de junho de 1294 – 1 de fevereiro de 1328), conde de la Marche e sucessor do irmão Filipe tronos de França e Navarra, e no condado de Champagne;
- Roberto (1297–1308).

### Representações na cultura
- Filipe o Belo é um dos principais personagens dos dois primeiros volumes da série de romances históricos Os Reis Malditos (em francês: Les Rois maudits) de Maurice Druon, publicada entre 1955 e 1977. A série foi adaptada para a televisão por duas vezes na França, em 1972 e em 2005.
- No seriado Knightfall,do History Channel, é representado pelo ator Ed Stoppard.